# Goryphus ferrugineus
Goryphus ferrugineus là một loài tò vò trong họ Ichneumonidae.